# Stefano Tacconi
Stefano Tacconi (* 13. Mai 1957 in Perugia) ist ein ehemaliger italienischer Fußballtorwart.

## Karriere als Spieler

### Im Verein
Stefano Tacconi lernte das Fußballspielen bei Spoleto Calcio, seine erste Profistation war Sambenedettese. Sein Serie-A-Debüt gab er für die US Avellino in der Saison 1980/81, wo er bis 1983 spielte. Zur Saison 1983/84 wechselte er zu Juventus Turin.
Bei Juve war er zehn Jahre lang Stammtorhüter und gewann zwei italienische Meisterschaften, den Europapokal der Landesmeister, den Weltpokal, den Europapokal der Pokalsieger, den UEFA-Pokal und eine Coppa Italia.
Im Jahr 1994 wechselte er schließlich zum CFC Genua, für die er noch ein Jahr spielte und in die Serie B abstieg. Im Jahr 1995 beendete er seine Spielerkarriere.

### In der Nationalmannschaft
Stefano Tacconi absolvierte sieben Länderspiele für Italien. Sein Debüt feierte er am 10. Juni 1987 gegen Argentinien, sein letztes Spiel bestritt er am 13. Februar 1991 gegen Belgien. Tacconi nahm mit der Squadra Azzurra an der Europameisterschaft 1988 und der Weltmeisterschaft 1990 jeweils als Ersatztorhüter teil.

## Erfolge
- Italienische Meisterschaft: 1983/84, 1985/86
- Europapokal der Pokalsieger: 1983/84
- Europapokal der Landesmeister: 1984/85
- Europäischen Supercup: 1984, 1985
- Weltpokal: 1985
- UEFA-Pokal: 1989/90
- Coppa Italia: 1989/90

## Politische Ambitionen nach dem Ende der Karriere
Im Jahr 1999 kandidierte er bei der Europawahl für die rechtsgerichtete Alleanza Nazionale, hatte aber keinen Erfolg. Sechs Jahre später, im Jahre 2005, gab er bekannt, für die rechtsextreme Nuovo MSI für das Amt des Präsidenten der Lombardei kandidieren zu wollen, schaffte es aber letztlich nicht, die notwendigen Unterschriften zu sammeln, um zur Wahl zugelassen zu werden. Im Jahr 2006 trat er wiederum für die Alleanza Nazionale für einen Platz im Mailänder Stadtrat an, wurde aber nicht gewählt.